# Jurinea roegneri
Jurinea roegneri — вид рослин із родини айстрових (Asteraceae).

## Середовище проживання
Зростає у Європі (Україна, Північний Кавказ).